# Vera Martínez
Vera Martínez Viota (El Astillero, Cantabria, 13 de septiembre de 1999) es una futbolista española que juega como defensa. Inició su carrera en el Reocín Racing B, su club de formación, y ha destacado por su talento y constancia en el fútbol femenino español. A lo largo de su carrera ha jugado en varios equipos importantes, entre ellos el Deportivo Alavés, el C. A. Osasuna y, más recientemente, el Deportivo de La Coruña.

## Trayectoria
Reocín Racing
Vera inició su carrera en el Reocín Racing "B", donde jugó durante la temporada 2013-14. En la temporada siguiente subió al primer equipo del Reocín Racing, continuando su desarrollo y contribuyendo al equipo.
Ave Fénix Racing de Torrelavega y C. D. E. Racing Féminas
Entre 2015 y 2017, jugó en el Ave Fénix Racing de Torrelavega, consolidándose como una defensora confiable. En 2017 el equipo Ave Fénix fue absorbido por el Racing de Santander, formando el C. D. E. Racing Féminas. Vera continuó su carrera en este nuevo equipo.
Deportivo Alavés
En 2018, Vera Martínez se incorporó al Deportivo Alavés, donde destacó como pieza clave en la defensa del equipo. En la temporada 2018-19, el Deportivo Alavés acabó en segunda posición de Segunda División, consiguiendo el ascenso al Reto Iberdrola (ahora 1.ª RFEF). El 31 de marzo de 2019 Vera Martínez jugó por primera vez en el Estadio de Mendizorroza, estadio del equipo masculino, en un partido histórico al ser la primera vez que se abría el estadio para el equipo femenino. En este partido de la jornada 24, el Alavés empató 2-2 con el Athletic Club Bilbao "B", con una asistencia de 8375 aficionados.
En la temporada 2019-20 participó en la categoría Reto Iberdrola (Grupo Norte), ahora conocida como 1.ª RFEF. En la temporada 2020-21 el equipo consiguió el ascenso a Primera División (Liga F) por primera vez en su historia. El ascenso se decidió en la última jornada, el 30 de mayo de 2021, cuando el Alavés se enfrentó al Atlético de Madrid B en la Ciudad Deportiva Wanda Alcalá de Henares. El Alavés ganó el partido 0-2, asegurando su ascenso a la Liga Ellas (ahora Liga F).
En la temporada 2021-22, el 29 de septiembre de 2021, Vera Martínez debutó en la Primera División en la jornada 4, en el partido entre Atlético de Madrid femenino y Alavés, disputado en la Ciudad Deportiva Wanda Alcalá de Henares, con un resultado de 3-2 a favor del Atlético de Madrid. El 19 de diciembre de 2021, jugó otra vez en Mendizorroza la jornada 14, en un duelo que enfrentó al Alavés contra el Levante UD, con un resultado de 1-1. En la Copa de la Reina, el Alavés tuvo su primera participación, pero cayó derrotado frente al Espanyol por 2-0 en los dieciseisavos de final. En esta temporada, Vera jugó un total de 13 partidos, siendo titular en 7 de ellos.
C. A. Osasuna
En 2022, Martínez fichó por el C. A. Osasuna, donde disputó 51 partidos (50 como titular) y marcó 3 goles en 1.ª RFEF (Segunda División). En la temporada 2022-23 de la Copa de la Reina, Osasuna avanzó hasta cuartos de final. En dieciseisavos de final derrotó al Sporting de Huelva por 2-0. En octavos de final, aunque perdió 0-9 ante el F. C. Barcelona, el equipo avanzó a cuartos de final debido a una sanción impuesta al F. C. Barcelona por la alineación indebida de la jugadora Geyse Ferreira . En cuartos de final, Osasuna cayó derrotado por el Athletic Club por 1-2. En la temporada 2023-24, el equipo estuvo a punto de ascender a la Liga F, perdiendo 3-1 en la final del playoff ante el Espanyol. En la Copa de la Reina de esa misma temporada, Osasuna no pasó de dieciseisavos de final, siendo eliminado por el Real Betis por 1-2.
Deportivo de La Coruña
Para la temporada 2024-25, Vera Martínez ha firmado con el Deportivo de La Coruña, equipo recién ascendido a Primera División. Su re(debut) en Liga F Liga F ha sido el 08/09/2024 en el partido entre el Dépor ABANCA y FC Barcelona, disputado en el   Estadio ABANCA Riazor, con resultado de 0-3.